# Norvellina denotata
Norvellina denotata är en insektsart som beskrevs av Kramer och Delong 1969. Norvellina denotata ingår i släktet Norvellina och familjen dvärgstritar. Inga underarter finns listade i Catalogue of Life.